# Департамент полиции Лос-Анджелеса
Департа́мент поли́ции Лос-А́нджелеса (англ. Los Angeles Police Department, LAPD) — правоохранительный орган города Лос-Анджелес, штат Калифорния, США. Имея штат в 8967 офицера полиции и 3000 гражданских сотрудника, он контролирует площадь 498 квадратных миль (1290 км²) и является третьим по величине полицейским департаментом в Соединённых Штатах после Департамента полиции Нью-Йорка и Департамента полиции Чикаго.
Департамент был обильно представлен в многочисленных фильмах, романах и телешоу на протяжении всей своей истории. Он также был связан с целым рядом противоречий, главным образом связанных с расовой враждой, жестокостью полицейских и коррупцией в полиции.

## История

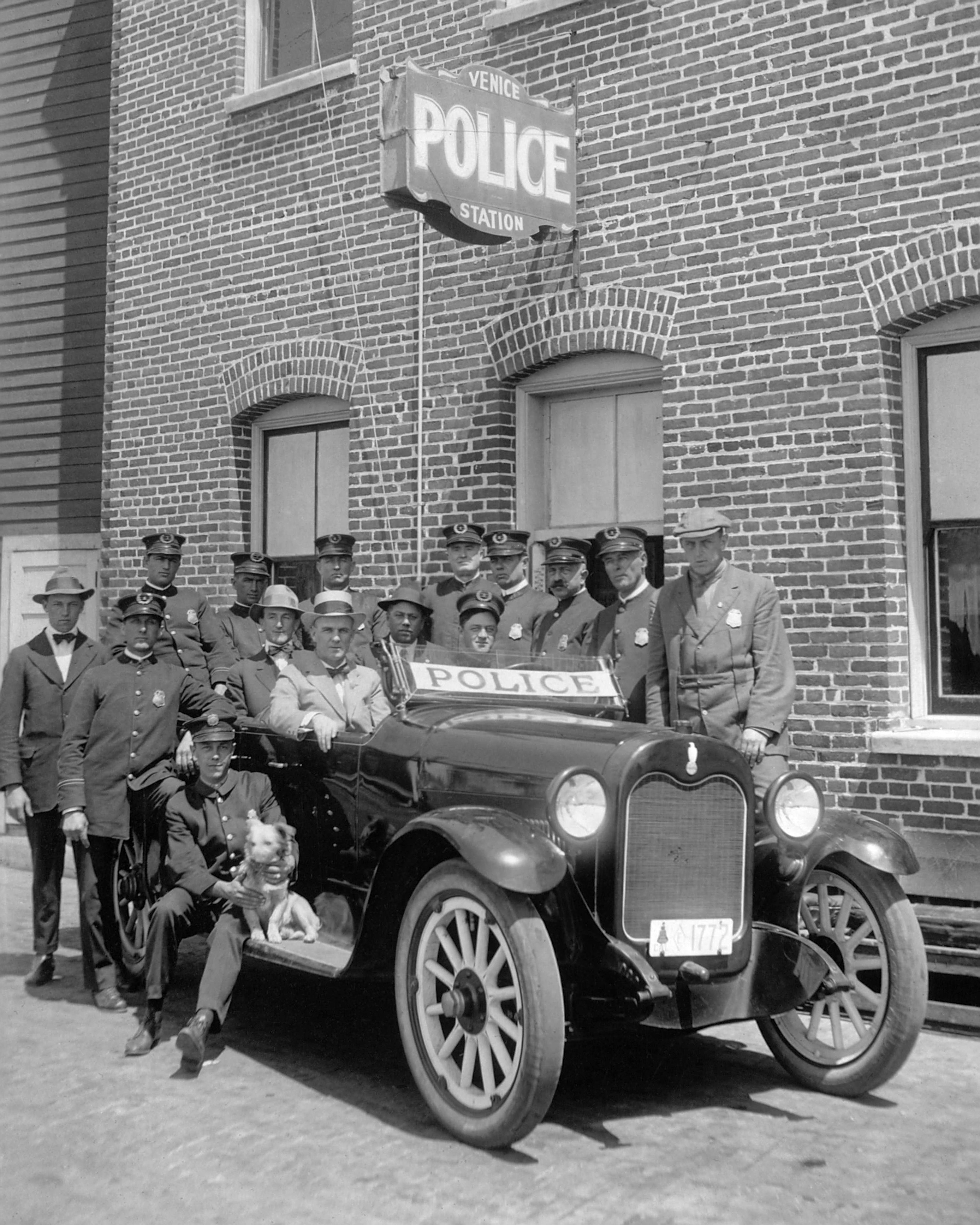
Полицейский участок Вениса в 1920 году

Первое полицейское формирование в городе Лос-Анджелес было создано в 1853 году — «Рейнджеры Лос-Анджелеса» (Los Angeles Rangers), силы, сформированные из добровольцев, которые помогали существующим в округе силам правопорядка. Рейнджеров вскоре сменила гвардия города Лос-Анджелеса, которая также была состоящей из добровольцев группой. Эти силы не были особенно эффективны, и Лос-Анджелес стал известен как город, в котором процветали насилие, азартные игры и «порок».
Первые оплачиваемые силы правопорядка были созданы в 1869 году, когда были наняты 6 сотрудников, которые служили под началом маршала города Уильяма Уоррена. К 1900 году под командованием Джона М. Гласса находилось 70 офицеров — по одному на каждые 1500 человек. В 1903 году, с введением гражданской службы, эти силы были увеличены до 200 человек.
Во время Второй мировой войны, под началом Клеменса Б. Хоррала, значительная часть персонала полиции была рекрутирована военными. Несмотря на все усилия по сохранению достаточного числа служащих, полиция мало что могла сделать для эффективного противодействия беспорядкам «зутов» в 1943 году.
Хоралл был заменён на своём посту отставным адмиралом Уильямом А. Уортоном, который служил в качестве временного главы департамента до 1950 года, когда Уильям Паркер стал его преемником и служил на этой должности до самой своей смерти в 1966 году. Паркер выступал за профессионализм полиции и независимость её от гражданской администрации. Тем не менее, скандал 1951 года, получивший название «Кровавое Рождество», привёл к призывам сделать полицию подотчётной гражданским службам и положить конец предполагаемым жестокостям, чинимым полицией.
Во время руководства Паркера инспектор Дэрил Гейтс также создал первую команду SWAT (Special Weapons and Tactics — «Специальное оружие и тактика») в правоохранительной системе США. Сотрудник департамента Джон Нельсон, а затем инспектором-Дэрил Гейтс создали в 1965 году программу для борьбы с угрозами со стороны радикальных организаций, таких как Партия чёрных пантер, действовавших в стране в эпоху войны во Вьетнаме.
Самой большой полицейской облавой, организованной и проведённой Департаментом, считается облава на бывшего полицейского Департамента — Кристофера Дорнера, которая была осуществлена в первой половине февраля 2013.

## Организация

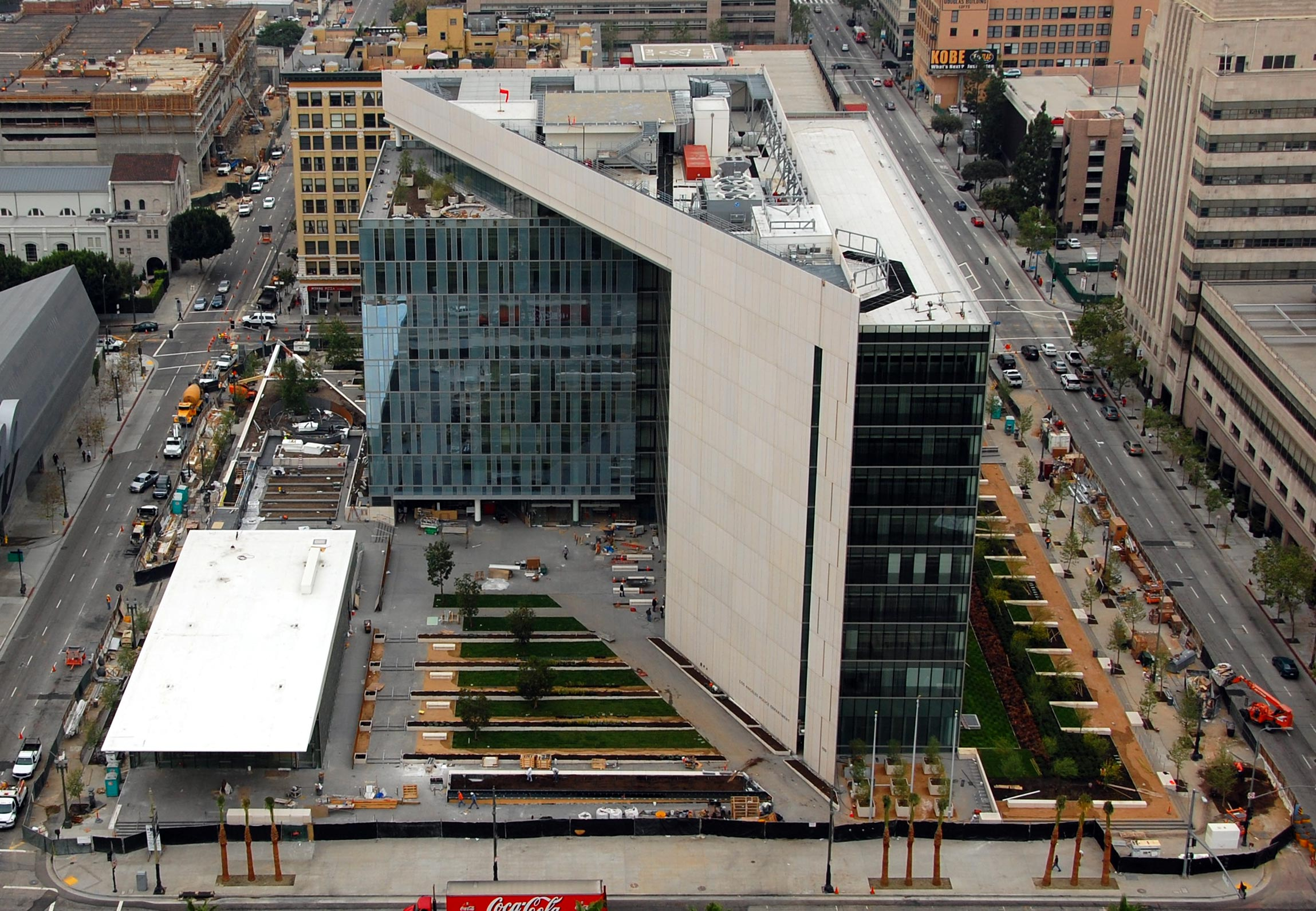
Новое административное здание полиции открытое в 2009 году

### Совет комиссаров полиции (профсоюз полиции Лос Анджелеса).
Совет уполномоченных полиции Лос-Анджелеса (альтернативное название: профсоюз полиции Лос Анджелеса) состоит из пяти членов — назначенных должностных лиц, осуществляющих контроль за его деятельностью. Совет (профсоюз) отвечает за политику департамента и контролирует управление департаментом и всеми его операциями в целом. Начальник полиции подотчётный данному совету, но остальные отделы подчиняется уже начальнику. Старая штаб-квартира департамента полиции Лос-Анджелеса располагалась в Паркер-центре, названном в честь его бывшего начальника Уильяма Паркера, которая до сих пор находится по адресу 150 N. Los Angeles St. Новая штаб-квартира находится в новом здании полицейского департамента, расположенном на 100 W. 1st St., непосредственно к югу от мэрии Лос-Анджелеса, официальное открытие которого состоялось в октябре 2009 года.

### Офис Операций

#### Структурная схема
| Центральное Бюро                    | Южное Бюро                       | Бюро «Долины»                          | Западное Бюро                             |
| ----------------------------------- | -------------------------------- | -------------------------------------- | ----------------------------------------- |
| Центральная зона покрытия (1)       | Зона покрытия 77-й улицы (12)    | Девонширская зона покрытия (17)        | Голливудская зона покрытия (6)            |
| Холленбекская зона покрытия (4)     | Портовая зона покрытия (5)       | Предгорная зона покрытия (16)          | Олимпийская зона покрытия (20)            |
| Ньютонская зона покрытия (13)       | Юго-Восточная зона покрытия (18) | Мишенхилская зона покрытия (19)        | Тихоокеанская зона покрытия (14)          |
| Северо-Восточная зона покрытия (11) | Юго-Западная зона покрытия (3)   | Зона покрытия северного Голливуда (15) | Зона покрытия западного Лос-Анджелеса (8) |
| Бастионская зона покрытия (2)       |                                  | Ван-Найская зона покрытия (9)          | Уилширская зона покрытия (7)              |
|                                     |                                  | Зона покрытия «Западной Долины» (10)   |                                           |
|                                     |                                  | Зона покрытия «Топанга» (21)           |                                           |

#### Операции — Центральное Бюро
Центральное Бюро отвечает за Даунтаун Лос-Анджелеса и Восточный Лос-Анджелес и является самым густонаселённым из 4 Бюро. Оно состоит из пяти патрульных дивизионов и транспортного дивизиона, который занимается связанными с дорожным движением обязанностями, такими как расследование дорожно-транспортных происшествий и выдача повесток / штрафов.

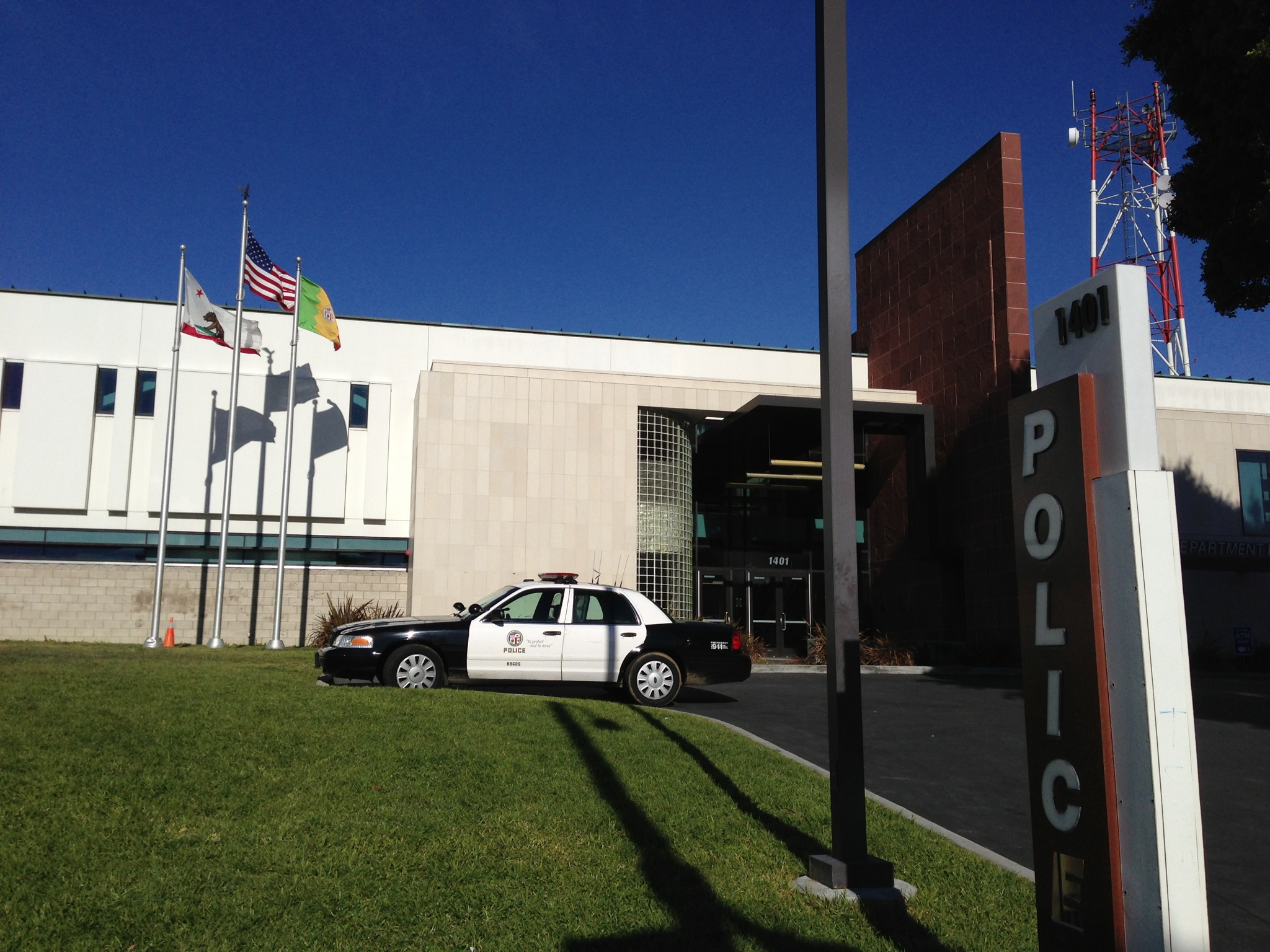
Полицейская станция Бастионского дивизиона.

| Номер дивизиона | Название дивизиона             | Зона покрытия |
| --------------- | ------------------------------ | --- |
| 1               | Центральная зона покрытия      | Даунтаун, модный район, деловой район.                                                                                     |
| 2               | Бастионская зона покрытия      | Эхо парк, Пико-Юнион, Уэстлейк.                                                                                            |
| 4               | Холленбекская зона покрытия    | Бойл-Хайтс, Линкольн-Хайтс, Эль-Серено.                                                                                    |
| 11              | Северо-Восточная зона покрытия | Елисейский парк, Эхо парк, Сильвер лейк, Лос-Фелис, Голливуд, Хайленд парк, Орлиная скала, городок Этуотер, Гласселл парк. |
| 13              | Ньютонская зона покрытия       | Южный Лос-Анджелес, часть даунтауна и модного района.                                                                      |

#### Операции — Южное Бюро
Южное Бюро контролирует Южный Лос-Анджелес за исключением Инглвуда и Комптона, которые являются отдельными городами, которые поддерживают собственные правоохранительные органы (в случае с Комптоном, контракт с департаментом шерифов округа Лос-Анджелес). Южное Бюро состоит из четырёх патрульных дивизионов, отдела по преступным бандам и расследованием убийств транспортным дивизионом, который занимается связанными с дорожным движением обязанностями, такими как расследование дорожно-транспортных происшествий и выдача повесток / штрафов.
Дивизион 77-й улицы
Зона покрытия 77-й улицы (#12) обслуживает половину южного Лос-Анджелеса примерно в районе к югу от Вернон-авеню, к западу от портового шоссе, к северу от Манчестер-авеню и к западу до границы города, включая Креншоу. Часть южного централа Лос-Анджелеса, что границы Флоренции, Центральный и Манчестер проспекты к портовому шоссе также являются частью этого дивизиона. Адрес дивизиона 7600 С. Бродвей, Лос-Анджелес, КА 90003. Дивизион также имеет программу для младших кадетов отделенной от кадетской программы. Младшие кадеты возрастного диапазона от 9 до 13 лет, после 13 лет могут присоединиться к курсантам. Программа младших кадетов является эксклюзивной для дивизиона 77-й улицы.
Портовой дивизион
Портовая зона покрытия (#5) обслуживает Сан-Педро (целиком), Уилмингтон и портовые ворота, расположенные к югу от Артезианского бульвара. Этот отдел часто работает с портовой полицией Лос-Анджелеса. 260 сотрудников портового дивизиона работают в полицейском участке площадью 50 000 квадратных футов (4600 м²), который был открыт в апреле 2009 года на бульваре Джона С. Гибсона.
Юго-Восточный дивизион
Юго-Восточная зона покрытия (#18), как и дивизион 77-й улицы, патрулирует часть Южного Лос-Анджелеса. Их зона покрытия простирается до границ города к северу от Артезинского Бульвара, включая Уэттс, и к югу от города к Манчестер-Авеню.
Юго-Западный дивизион
Юго-Западная зона покрытия (#3) обслуживает всё от городской черты к югу шоссе Санта-Моника, к западу от портового шоссе, северу Вернон Авеню, и к востоку от Калвер-Сити/Леннокс/Болдуин Хиллс. Эти зоны так же включают в себя Университет Южной Калифорнии и парк экспозиций Лос-Анджелеса.

#### Операции — Бюро «Долины»
Бюро «Долины» представляет собой самый крупный из четырёх патрульных бюро с точки зрения размера (около 221 квадратных миль) и следит за работой в долине Сан-Фернандо. Оно состоит из семи патрульных дивизионов и транспортного дивизиона, который занимается связанными с дорожным движением обязанностями, такими как расследование дорожно-транспортных происшествий и выдача повесток / штрафов.
Мишенхиллский дивизион

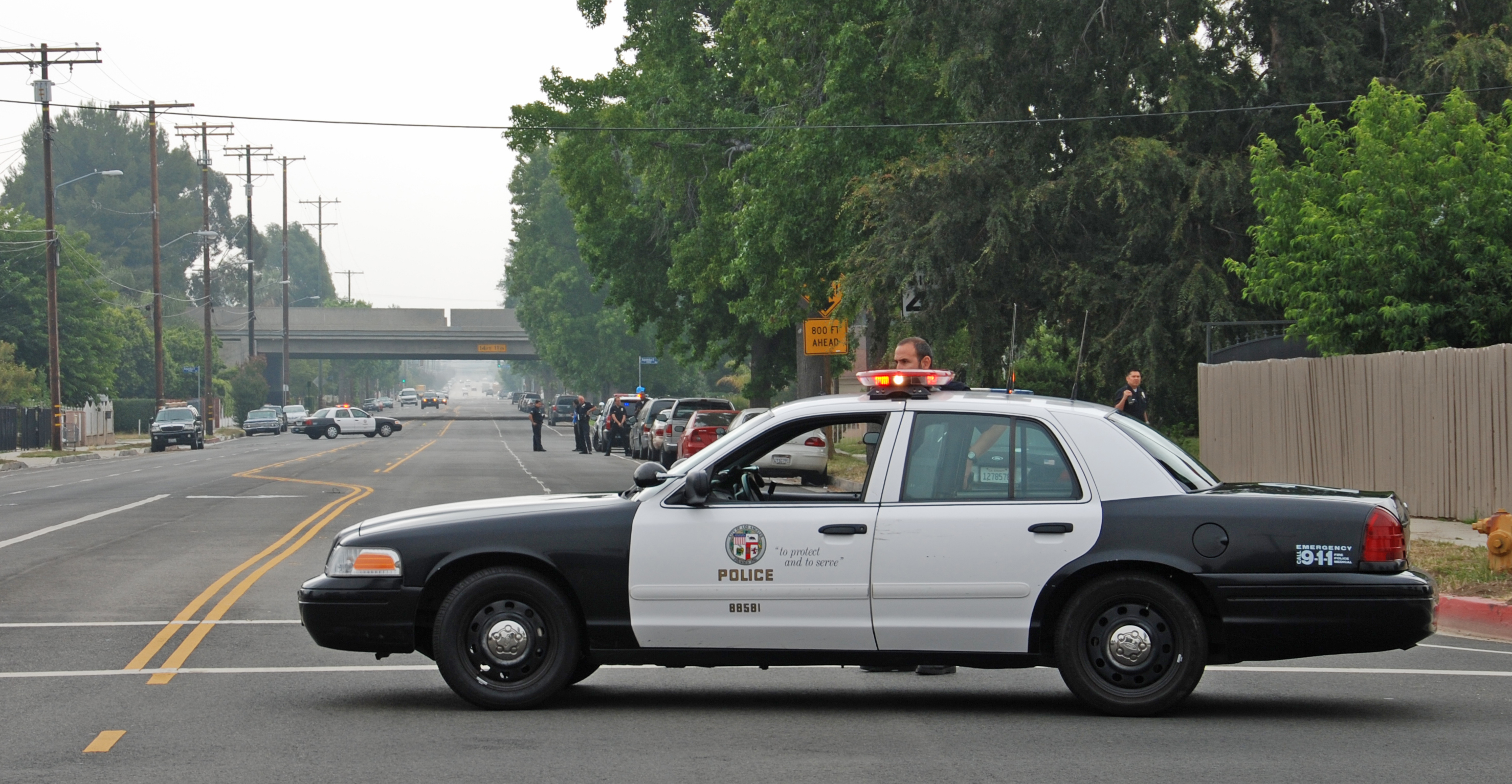
Патрульный автомобиль полиции в северных холмах

Мишенхилл (#19) — полицейский участок, который начал свою деятельность в мае 2005 года. Это была первая новая станция, которая была создана за более чем четверть века. Мишенхилл охватывает восточную половину старого Девоншира и западную половину предгорного дивизиона в Долине Сан-Фернандо, в том числе Мишен-Хилл и Панорама-Сити.
Девонширский дивизион
Девонширская зона покрытия (#17) отвечает за северную-западную часть Долины Сан-Фернандо, в том числе части Чатсуорт и Нортридж.
Предгорный дивизион
Предгорная зона покрытия (#16) патрулирует части Долины Сан-Фернандо (в том числе солнечную долину) и долину Крескента (в том числе Санлэнд-Таханга).
Дивизион северного Голливуда
Зона покрытия северного Голливуда (#15) отвечает за Студио-Сити, Долинский городок и северный Голливуд.
Ван-Найский дивизион
Ван-Найская зона покрытия (#9) обслуживает Ван-Найс, Калифорния.
Дивизион «Западной Долины»
Зона покрытия «Западной Долины» (#10) отвечает за части Долины Сан-Фернандо, в том числе за Энсино, Нортридж, Резеда и Виннетка, где он базируется.
Дивизион «Топанга»
«Топанга» (#21) — полицейский участок, который начал свою деятельность в январе 2009 года. Он отвечает за части Долины Сан-Фернандо которые находятся в пределах 3-го городского районного Совета, в том числе Вудленд-Хиллз и Канога парк, где он базируется.

## Шефы Департамента полиции Лос-Анджелеса
С 1876 было назначено 57 глав Департамента полиции Лос-Анджелеса. Уильям Паркер был руководителем Департамента полиции Лос-Анджелеса в течение наиболее длительного периода, прослужив в качестве шефа 16 лет.
На данный момент должность шефа полиции занимает Джим Макдонелл.

## Награды, благодарности, цитаты и медали
Департамент предоставляет ряд медалей своим сотрудникам за особые заслуги. Медали, которыми полиция награждает своих сотрудников, следующие:

### Храбрость
- Медаль за отвагу (Лента глубокого синего и белого цветов):

Медаль за отвагу департамента полиции Лос-Анджелеса является высшей медалью правоохранительных органов, присужденная офицерам полицейского департамента Лос-Анджелеса. Медаль За отвагу — это награда за храбрость, обычно присуждаемая офицерам за отдельные действия необычайной храбрости или героизма, совершенные в строгом соответствии с чрезвычайным и опасным для жизни персональным риском.
- Награда за свободу:

Награда за свободу — это медаль за мужество полицейских собак, убитых или получивших серьезные ранения при исполнении служебных обязанностей. Премия, которая была открыта в 1990 году, названа в честь полицейской собаки Либерти. Полицейская собака K-9 был ранен и убит при исполнении служебных обязанностей. Дрессировщик Либерти получил медаль За доблесть за тот же инцидент. До сих пор она была присуждена только один раз в истории департамента полиции Лос-Андежелеса.
- Полицейская медаль за героизм:

Эта полицейская медаль выдается за храбрость, как правило, ею награждаются офицеры за отдельные акты героизма при исполнении служебных обязанностей, хотя и не выше и вне служебного долга, как требуется для медали за героизм.
- Полицейская звезда:

Полицейская звезда — это награда за храбрость, как правило, ею награждаются офицеры за выполнение исключительного суждения и/или искусной тактики для того, чтобы обезвредить подозреваемого в опасных или стрессовых ситуациях.
- Медаль за спасение жизни:

Медаль за спасение жизни — это медаль за храбрость, как правило, ею награждаются офицеры за принятие мер для того, чтобы спасти или попытаться спасти офицера или любое другое лицо от надвигающейся опасности.

### Служба
- Полицейская медаль за выдающуюся службу[24]

- Полицейская медаль за безупречную службу[24]

- Медаль за заслуги в полиции[24]

- Медаль за выдающиеся заслуги в полиции[24]

- Медаль за полицейскую деятельность сообщества[24]

- Медаль за человеческие отношения[24]

### Единичные повестки
- Повестка из полицейской комиссии[24]

- Повестка полицейского, заслуживающая уважения[24]

### Ленты
- Лента летних Олимпийских игр 1984 года:

Дана офицерам, которые вели службу во время проведения летних Олимпийских игр 1984 года c 28 июля по 12 августа 1984 года.
- Лента папского визита 1987 года:

Дана офицерам, которые были использованы в сентябре 1987 года во время визита папы римского Иоанна Павла II.
- Лента гражданских беспорядков 1992 года:

Дана офицерам, которые вели службу во время Лос-анджелесского бунта 1992 года с 29 апреля по 4 мая того года.
- Лента землетрясения 1994 года:

Дана офицерам, которые вели службу во время землетрясения Нортридж 1994 года с 17 по 18 января 1994 года.
- Лента резервной службы:

Выдаётся за 4000 часов службы в качестве Резервного Офицера Полиции.

## В культуре

### Фильмы и сериалы
- Сотрудники ЛАПД играют важную роль в сюжете первых двух фильмов культовой франшизы «Терминатор».
- Сотрудники ЛАПД являются главными действующими лицами в культовой франшизе «Смертельное оружие».
- Сотрудники ЛАПД являются главными действующими лицами в сериалах «Новичок», «Саутленд», "9-1-1"
- Сотрудники ЛАПД являются главными действующими лицами в фильмах «Виновный», «Патруль», «Подмена», «Полицейский седан».

### Игры
- Разработчики игры Mafia II взяли за аналог Полицейского Департамента Эмпайр Бэй - Полицию Лос Анджелеса. Это можно понять по форме, окраске машин и использованию бойцов S.W.A.T. ещё в 1950 году.
- В Grand Theft Auto: San Andreas и Grand Theft Auto V в виде ЛСПД (Los Santos Police Department).
- В игре L.A. Noire главный герой — детектив полиции Лос-Анджелеса.
- Командир группы захвата в игре SWAT 4 является сержантом Департамента Полиции Лос-Анджелеса, который был переведен в другой город.
- В Ready or Not действия происходят в городе Лос-Суэнос. Лос-Суэнос является прототипом Лос-Анджелеса. Представлены в виде LSPD (Los Suenos Police Department).